# Kinderkunst Linnaeusschool
Kinderkunst Linnaeusschool is een kunstwerk in Amsterdam-Oost.
Het ontwerp van het kunstwerk is afkomstig uit een leerprogramma van de toenmalige leerlingen van de Linnaeusschool in de Derde Oosterparkstraat in Amsterdam-Oost. Zij kregen begeleiding van kunstenaar en docent beeldende kunst Piet van de Kar. Hij maakte met de leerlingen wandelingen door de buurt en stimuleerde hun fantasie. Ze moesten ideeën aanleveren voor een kunstwerk; het maakte daarbij niet uit van welk materiaal. Vervolgens werd een aantal ideeën omgezet in een stalen kunstwerk dat aan de westgevel kwam te hangen. Het is zichtbaar vanaf de speelplaats behorend bij de school, die omringd wordt door de Zes betegelde zuilen.
Origineel maakte ook een bord met de naam van de school deel uit van het kunstwerk, doch dat deel van het kunstwerk was in 2018 niet meer aanwezig. Het werk kwam er dankzij samenwerking met het Amsterdams Fonds voor de Kunsten.